# El Torito (standard)
 For alternative betydninger, se El Torito. (Se også artikler, som begynder med El Torito)
"El Torito Bootable CD Specification" er en udvidelse til ISO 9660 cd-rom-specifikationen. 
Den er designet til at lade en computer boote fra en cd-rom. Specifikationen opstod i januar 1995, som et fælles forslag fra IBM og BIOS-fabrikanten Phoenix Technologies. Standarden skulle være opkaldt efter restauranten, hvor Curtus E. Stevens (Phoenix) og Stan Merkin (IBM) samarbejdede i frokostpauserne om at udvikle specifikationen.
Nyere pc-BIOS'er søger efter et bootprogram på en ISO 9660-cd, som defineret af El Torito-specifikationen. Hvis cd'en har et bootprogram, tildeler BIOS'en et drev nummer til cd-rom-drevet. Dette nummer er enten 80 for harddiskemulering, 00 for floppydiskemulering eller et hvilket som helst andet nummer, hvis BIOS'en ikke skal emulere noget.
Emulering tillader, at ældre styresystemer kan boote fra cd, ved at "lade som om" de bootes fra en hard- eller floppydisk. Nyere operativsystemer behøver ikke emulering for at boote. De kræver blot en såkaldt bootloader som f.eks ISOLINUX.